# میشل روسو (بازیکن فوتبال)
میشل روسو (انگلیسی: Michele Russo؛ زادهٔ ۳۱ اوت ۱۹۸۶) بازیکن فوتبال اهل ایتالیا است.
از باشگاه‌هایی که در آن بازی کرده‌است می‌توان به باشگاه فوتبال پادوا، باشگاه فوتبال روبور سیه‌نا، و باشگاه فوتبال ویرتوس انتلا اشاره کرد.